# Манарґанс
Манарґанс (Menàrguens) — муніципалітет в Іспанії, у комарці Ногера, у провінції Леріда, Каталонія.